# Aphnaeus orcas
Aphnaeus orcas is een vlinder uit de familie van de Lycaenidae. De wetenschappelijke naam van de soort is voor het eerst gepubliceerd in 1782 door Dru Drury.
De soort komt voor in Senegal, Gambia, Guinee-Bissau, Guinee, Sierra Leone, Liberia, Ivoorkust, Ghana, Togo, Benin, Nigeria, Kameroen, Equatoriaal Guinea, Gabon, Congo-Brazzaville, Centraal Afrikaanse Republiek, Congo-Kinshasa, Zuid-Soedan, Oeganda, Kenia, Tanzania, Angola en Zambia.